# Dentaliida
Ordre
Les Dentaliida sont un ordre de mollusques de la classe des Scaphopoda.

## Liste des familles
Selon World Register of Marine Species (27 février 2015) :
- famille Anulidentaliidae Chistikov, 1975 -- 3 genres
- famille Calliodentaliidae -- 1 genre
- famille Dentaliidae Children, 1834 -- 14 genres
- famille Fustiariidae Steiner, 1991 -- 1 genre
- famille Gadilinidae Chistikov, 1975 -- 2 genres
- famille Laevidentaliidae Palmer, 1974 -- 1 genre
- famille Omniglyptidae Chistikov, 1975 -- 1 genre
- famille Rhabdidae Chistikov, 1975 -- 1 genre

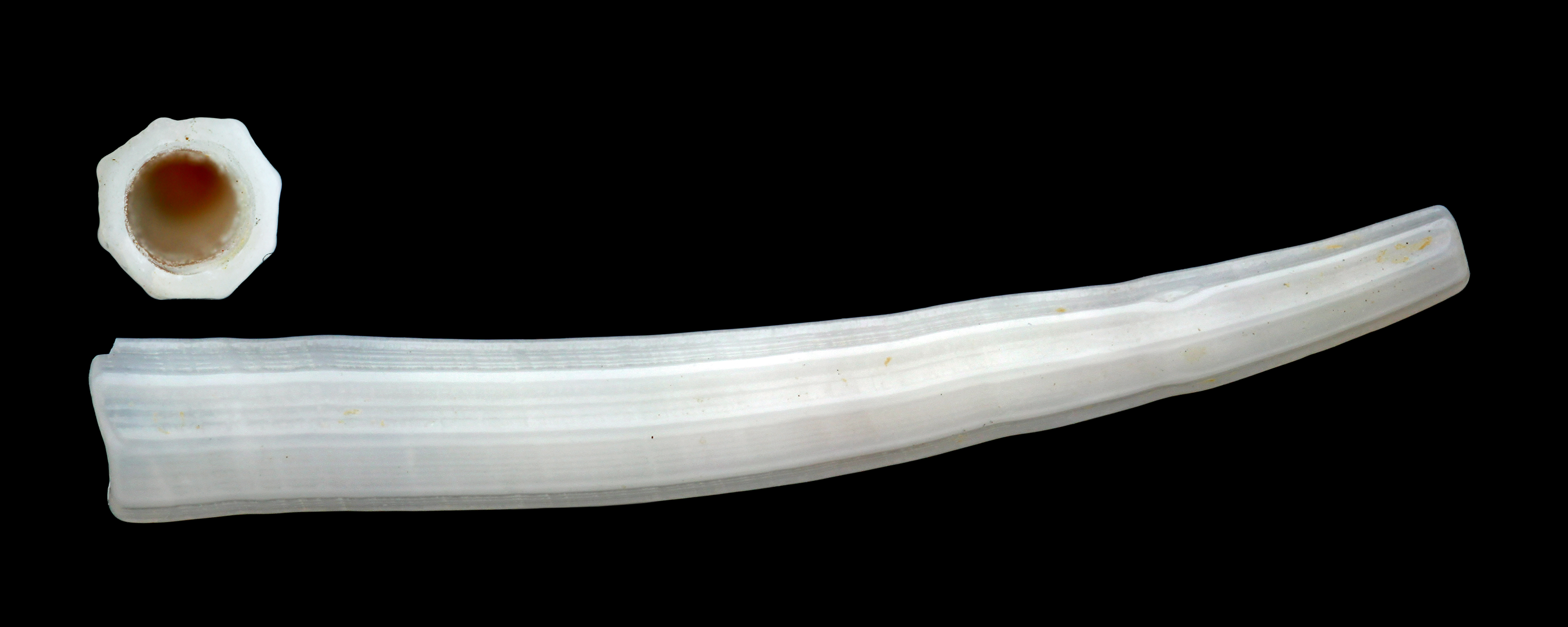
Dentalium octangulatum
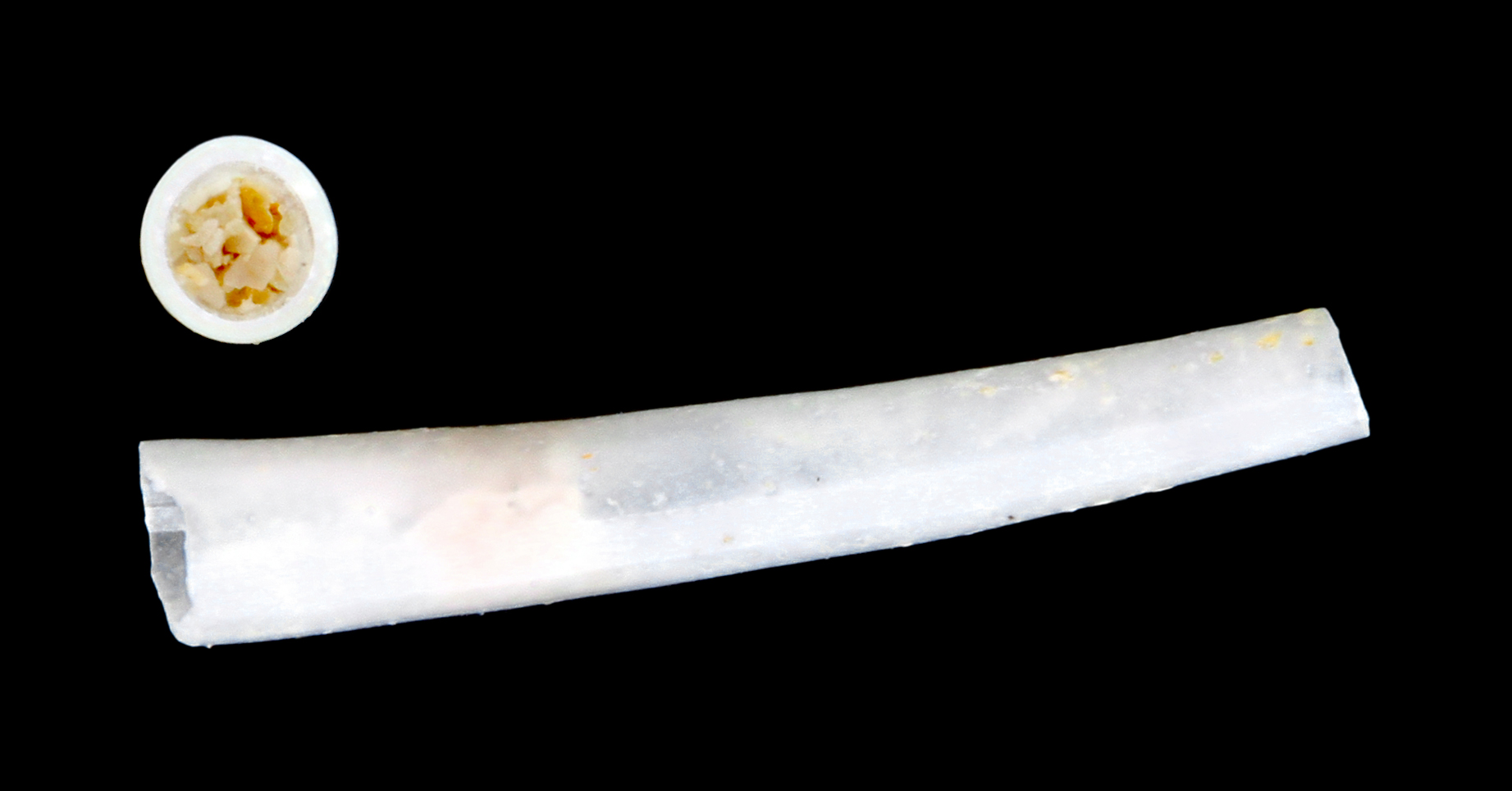
Fustiaria subeburnea